# 제준
제준은 중국의 신이다. 아내인 희화와의 사이에서 남자 자식인 해 10개가 있고, 상희와의 사이에서 여자 자식인 달 12개가 있다. 

## 같이 보기
- 중국 신화
- 오곡
- 예 (전설)